# Michel Lévêque
Michel Lévêque (ur. 19 lipca 1933 w Algierze) – francuski polityk.
Od 12 lipca 1985 do 21 marca 1989 był ambasadorem Francji w Libii, od 8 marca 1991 do 18 marca 1993 pełnił funkcję ambasadora Francji w Maroku, od 6 marca 1993 do 29 grudnia 1994 był ambasadorem Francji w Brazylii, a od 29 grudnia 1994 do 29 lipca 1997 pełnił funkcję ambasadora Francji w Algierii. Od 3 lipca 1997 do 1 stycznia 2000 był ministrem stanu Monako.